# Garkalne (novads)
Garkalne est un ancien novads de Lettonie, situé dans la région de Vidzeme. Créée en 2006, la municipalité est supprimée en 2021 et fusionné dans la nouvelle municipalité de Ropaži.

## Histoire
La municipalité de Garkalne (en letton Garkalnes novads) est créée, lors de la réforme administrative de 2006, à partir d'une partie du rajons de Riga. Le siège du conseil municipal est situé à Berģi. En 2009, sa population est de 6 722 habitants et, en 2020 de 8 923 habitants.
Après la réforme administrative et territoriale de 2021, elle est supprimée et intégrée à la nouvelle municipalité de Ropaži.